# Couleuvre
Couleuvre é uma comuna francesa na região administrativa de Auvérnia-Ródano-Alpes, no departamento Allier. Estende-se por uma área de 55,08 km². Em 2010 a comuna tinha 596 habitantes (densidade: 10,8 hab./km²).